# 山室排水路
山室排水路（やまむろはいすいろ）は、埼玉県富士見市を流れる排水路。

## 概要
富士見市山室2丁目付近から排水を集め東方面へ流れる。山室1丁目付近で南に向きを変えるが、ららぽーと富士見建設によって流路が変更された。大字鶴馬付近で新河岸川に合流する。

## 周辺
- 富士見市役所
- 富士見市民文化会館 キラリ☆ふじみ
- ららぽーと富士見